# Bubendorf
Bubendorf (toponimo tedesco) è un comune svizzero di 4 401 abitanti del Canton Basilea Campagna, nel distretto di Liestal.

## Monumenti e luoghi d'interesse

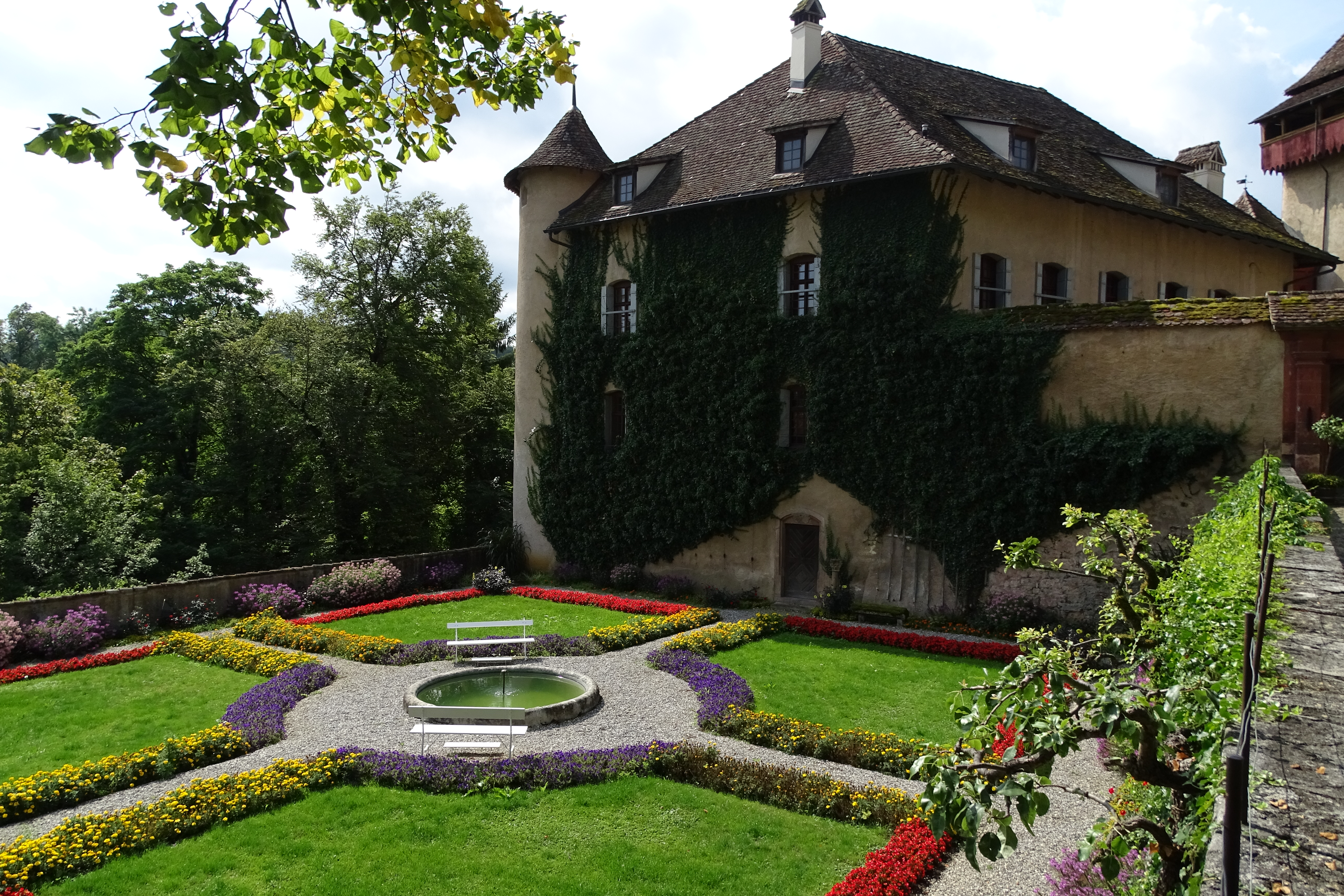
Il castello di Wildenstein

- Chiesa riformata (già di Santa Maria), attestata dal 1302-1304 e ricostruita nel 1495, nel 1880-1881 e nel 1974-1975[1];
- Castello di Wildenstein, eretto nel XIII secolo e ricostruito nel 1388[2].

## Società

### Evoluzione demografica
L'evoluzione demografica è riportata nella seguente tabella:
Abitanti censiti

## Infrastrutture e trasporti
Bubendorf è servito dalla stazione di Bad Bubendorf sulla ferrovia Waldenburgerbahn.

## Amministrazione
Ogni famiglia originaria del luogo fa parte del cosiddetto comune patriziale e ha la responsabilità della manutenzione di ogni bene ricadente all'interno dei confini del comune.